# روضة العقلاء ونزهة الفضلاء
روضة العقلاء ونزهة الفضلاء ألّفه محمد بن حبان بن أحمد بن حبان بن معاذ بن مَعْبدَ، التميمي، أبو حاتم، الدارمي، البُستي (المتوفى: 354هـ)، ويتناول الكتاب سلوك الإنسان مع ربه ونفسه ومجتمعه، ويقع الكتاب في خمسين فصلاً تتناول ما ينبغي للإنسان أن يلتزمه من سلوك تجاه نفسه وربه ومجتمعه ، منها خمسة عشر موضوعا في أدب النفس، وسلوك الإنسان مع ربه كلزوم العقل والعلم ولزوم القناعة والرضا بالشدائد والصبر عليها. أما بقية الموضوعات تعنى بالآداب الاجتماعية وتنظيم سلوك الإنسان في المجتمع.

## سبب تأليف الكتاب
قال ابن حبان: فلما رأيت الرُّعَاع من العالَم يغترون بأفعالهم، والهمجَ من الناسِ يقتدون بأمثالهم، دعاني ذلك إلى تصنيف كتاب خفيف، يشتمل متضمنه على معنى لطيف، مما يحتاج إليه العقلاء في أيامهم، من معرفة الأحوال في أوقاتهم، ليكون كالتذكِرة لذوي الحجى عند حضرتهم، وكالمعين لأولى النُّهى عند غيبتهم، يفوق العالِمُ به أقرانه، والحافظ له أترابه، يكون النديمَ الصادق للعاقل في الخلوات، والمؤنس الحافظَ له في الفلوات، إن خَصَّ به من يحب من إخوانه، لم يفتقده من ديوانه، وإن استبدَّ به دون أوليائه، فاق به على نظرائه.

## مباحث الكتاب
- ذكر الحث على لزوم العقل وصفة العاقل اللبيب
- ذكر إصلاح السرائر للزوم تقوى الله
- ذكر الحث على لزوم العلم والمداومة على طلبه
- ذكر الحث على لزوم الصمت وحفظ اللسان
- ذكر الحث على لزوم الصدق ومجانبة الكذب
- ذكر الحث على لزوم الحياء وترك القحة
- ذكر الحث على لزوم التواضع ومجانبة الكبر
- ذكر استحباب التحبب إلى الناس من غير مقارفة المأثم
- ذكر استعمال لزوم المداراة وترك المداهنة مع الناس
- ذكر استحباب إفشاء السلام وإظهار البشر والتبسم
- ذكر ما أبيح من المزاح للمرء وما كره له منه
- ذكر استحباب الأعتزال من الناس عاما
- ذكر استحباب المؤاخاة للمرء مع الخاص
- ذكر كراهية المعاداة للناس
- ذكر الحث على صحبة الأخيار والزجر عن عشرة الأشرار
- ذكر كراهية التلون في الوداد بين المتآخين
- ذكر أئتلاف الناس واختلافهم
- ذكر الحث على زيارة الإخوان وإكرامهم
- ذكر صفة الأحمق والجاهل
- ذكر الزجر عن التجسس وسوء الظن
- ذكر الحث على مجانبة الحرص للعاقل
- ذكر الزجر عن التحاسد والبغضاء
- ذكر الحث على مجانبة الغضب وكراهية العجلة
- ذكر الزجر عن الطمع إلى الناس
- ذكر الحث على لزوم القناعة
- ذكر الحث على لزوم التوكل على من ضمن الآرزاق
- ذكر الحث على لزوم الرضا بالشدائد والصبر عليها
- ذكر الحث على العفو عن الجاني
- ذكر صفة الكريم واللئيم
- ذكر الزجر عن قبول قول الوشاة
- ذكر استحباب قبول الاعتذار من المعتذر
- ذكر الحث على لزوم كتمان السر
- ذكر الحث على لزوم النصيحة للمسلمين كافة
- ذكر الزجر عن تهاجر المسلمين كافة
- ذكر الحث على لزوم الرفق في أمور وكراهية العجلة فيها
- ذكر الحث على تعلم الأدب ولزوم الفصاحة
- ذكر إباحة جمع المال للقائم بحقوقه
- ذكر الحث على إقامة المروءات
- باب الحث على لزوم السخاء ومجانبة البخل
- ذكر الزجر عن ترك قبول الهدايا من الأخوان
- ذكر أستحباب التفريج عن الناس بقضاء الحوائج
- ذكر الحث على إعطاء السؤال وطلب المعالي
- ذكر الحث على الضيافة وإطعام الطعام
- ذكر الحث على المجازاة على الصنائع
- ذكر الحث على سياسة الرياسة ورعاية الرعية
- ذكر الحث على لزوم ذكر الموت وتقديم الطاعات

## وصلات خارجية
- موقع إسلام اليوم: كتاب روضة العقلاء، عرض محمد بركة
- المكتبة الشاملة: كتاب روضة العقلاء